# Fonte do Santo Antônio
A fonte do Santo Antônio é um fontanário situado próxima à fonte da Água Brusca, mais especificamente na rua dos Perdões, Salvador. Encontra-se como estrutura histórica tombada pelo Instituto do Patrimônio Artístico e Cultural da Bahia (IPAC), órgão do governo do estado da Bahia, sob o Decreto n.º 30.483/1984.
Não se sabe ao certo a data de construção desta fonte. Em 1829, Domingos José Antônio Rabelo em sua obra Coreografia do Império do Brasil, relacionou uma das fontes públicas que se situa na freguesia de Santo Antônio Além do Carmo. De acordo com o IPAC, uma placa existente na fonte indica ter sido a mesma reedificada pela municipalidade, em 1889, sob a direção do Dr. Monteiro.